# Saint-Laurent-de-la-Plaine
Pour les articles homonymes, voir Saint-Laurent.
Saint-Laurent-de-la-Plaine est une ancienne commune française située dans le département de Maine-et-Loire, en région Pays de la Loire, devenue le 15 décembre 2015 une commune déléguée de la commune nouvelle de Mauges-sur-Loire.

## Géographie
Commune angevine des Mauges, Saint-Laurent-de-la-Plaine se situe au nord-est de Bourgneuf-en-Mauges, sur les routes D 762, Chalonnes-sur-Loire - Bourgneuf-en-Mauges, et D 17, Saint-Lambert-du-Lattay.

## Histoire
Les Mauges, dont fait partie Saint-Laurent-de-la-Plaine, sont habités depuis la Préhistoire. Plus tard, Jules César fait mention d'une tribu des Andes ou Andégaves dans cette région. Elle passe ensuite sous différentes dominations (Saxons, Bretons, Comté de Nantes, Anjou, Angleterre, etc.). Tout bascule véritablement avec la Guerre de Vendée. En 1790, l'Assemblée vote la Constitution civile du clergé.« Pendant ce temps les gardes nationaux et les patriotes de Chalonnes perturbent les pèlerinages à Notre Dame de Charité, arrivent au milieu de la nuit à Saint Laurent, réveillent les habitants, les menacent, forcent les portes, fouillent les fermes, détruisent les objets de piété. Dans leur désarroi, les paroissiens de Saint Laurent se réunissaient dans cette chapelle dédiée à la Vierge. L'origine de cette chapelle est [...] inconnue ; elle remplaçait un oratoire construit au pied d'un chêne à la suite d'apparitions. » Pendant cette période, la Chapelle est brûlée, mais les rassemblements continuent, et comptent parmi eux Jacques Cathelineau, futur généralissime des armées vendéennes. Le décret du 24 février 1793, connu le 2 mars, déclenche l'insurrection vendéenne. Les registres de la ville de Saint Laurent font état de 113 combattants qui prirent les armes.
La commune nouvelle de Mauges-sur-Loire naît le 15 décembre 2015 de la fusion des 11 communes de la communauté de communes, dont la création a été officialisée par arrêté préfectoral du 5 octobre 2015.

## Politique et administration

### Administration municipale

#### Administration actuelle
Depuis le 15 décembre 2015 Saint-Laurent-de-la-Plaine constitue une commune déléguée au sein de la commune nouvelle de Mauges-sur-Loire et dispose d'un maire délégué.
| Période                                  | Période  | Identité       | Étiquette | Qualité |
| ---------------------------------------- | -------- | -------------- | --------- | ------- |
| décembre 2015                            | mai 2020 | Anne Verger    |           |         |
| mai 2020                                 | en cours | Dominique Adam |           |         |
| Les données manquantes sont à compléter. |          |                |           |         |

#### Administration ancienne
| Période                                  | Période       | Identité                                      | Étiquette | Qualité                                     |
| ---------------------------------------- | ------------- | --------------------------------------------- | --------- | ------------------------------------------- |
| juin 1800                                | 1818          | Sébastien Cady                                |           | Chirurgien                                  |
| 1818                                     | 1826          | Louis Baraut                                  |           |                                             |
| 1826                                     | 1830          | Jacques-Charles Lefebvre, comte de Maurepart  |           |                                             |
| 1830                                     | 1872          | Jacques Gabory                                |           |                                             |
| 1872                                     | 1878          | Pierre Humeau                                 |           | Meunier                                     |
| 1878                                     | 1884          | Léopold Marie Ferdinand, vicomte de Beaurepos |           |                                             |
| 1884                                     | 1905          | Henri Humeau                                  |           |                                             |
| 1905                                     | 1907          | Pierre Davy                                   |           |                                             |
| 1907                                     | 1941          | Henri de Toulgoet                             |           |                                             |
| 1941                                     | 1945          | Lucien Piron                                  |           |                                             |
| 1945                                     | 1947          | Geneviève Quesson                             |           | L'une des premières femmes maires de France |
| 1947                                     | 1979          | Firmin Jobard                                 |           |                                             |
| 1979                                     | 1983          | Henri Piton                                   |           |                                             |
| 1983                                     | 2001          | Joseph Grelier                                |           |                                             |
| mars 2001                                | mars 2014     | Michel Chauvigne                              |           |                                             |
| mars 2014                                | décembre 2015 | Anne Verger                                   |           |                                             |
| Les données manquantes sont à compléter. |               |                                               |           |                                             |

### Ancienne situation administrative
La commune est membre en 2015 de la communauté de communes du canton de Saint-Florent-le-Vieil, elle-même membre du syndicat mixte Pays des Mauges. L'intercommunalité disparait à la création de la commune nouvelle.

## Population et société

### Évolution démographique
L'évolution du nombre d'habitants est connue à travers les recensements de la population effectués dans la commune depuis 1793. À partir du 1er janvier 2009, les populations légales des communes sont publiées annuellement dans le cadre d'un recensement qui repose désormais sur une collecte d'information annuelle, concernant successivement tous les territoires communaux au cours d'une période de cinq ans. 
Pour les communes de moins de 10 000 habitants, une enquête de recensement portant sur toute la population est réalisée tous les cinq ans, les populations légales des années intermédiaires étant quant à elles estimées par interpolation ou extrapolation. Pour la commune, le premier recensement exhaustif entrant dans le cadre du nouveau dispositif a été réalisé en 2007,.
En 2013, la commune comptait 1 710 habitants, en évolution de +0,77 % par rapport à 2008 (Maine-et-Loire : +3,3 %, France hors Mayotte : +2,49 %).
| 1793  | 1800 | 1806  | 1821  | 1831  | 1836  | 1841  | 1846  | 1851  |
| ----- | ---- | ----- | ----- | ----- | ----- | ----- | ----- | ----- |
| 1 300 | 656  | 1 002 | 1 414 | 1 497 | 1 533 | 1 593 | 1 598 | 1 711 |

| 1856  | 1861  | 1866  | 1872  | 1876  | 1881  | 1886  | 1891  | 1896  |
| ----- | ----- | ----- | ----- | ----- | ----- | ----- | ----- | ----- |
| 1 777 | 1 729 | 1 225 | 1 167 | 1 121 | 1 108 | 1 060 | 1 035 | 1 038 |

| 1901  | 1906  | 1911  | 1921 | 1926 | 1931 | 1936 | 1946 | 1954 |
| ----- | ----- | ----- | ---- | ---- | ---- | ---- | ---- | ---- |
| 1 032 | 1 026 | 1 020 | 928  | 925  | 923  | 962  | 915  | 927  |

| 1962  | 1968  | 1975  | 1982  | 1990  | 1999  | 2007  | 2012  | 2013  |
| ----- | ----- | ----- | ----- | ----- | ----- | ----- | ----- | ----- |
| 1 027 | 1 060 | 1 101 | 1 203 | 1 387 | 1 538 | 1 673 | 1 723 | 1 710 |

### Pyramide des âges
La population de la commune est relativement jeune. Le taux de personnes d'un âge supérieur à 60 ans (18,8 %) est en effet inférieur au taux national (21,8 %) et au taux départemental (21,4 %).
Contrairement aux répartitions nationale et départementale, la population masculine de la commune est supérieure à la population féminine (50 % contre 48,7 % au niveau national et 48,9 % au niveau départemental).
La répartition de la population de la commune par tranches d'âge est, en 2008, la suivante :
- 50 % d’hommes (0 à 14 ans = 22,4 %, 15 à 29 ans = 20,9 %, 30 à 44 ans = 20,9 %, 45 à 59 ans = 19,5 %, plus de 60 ans = 16,3 %) ;
- 50 % de femmes (0 à 14 ans = 21,6 %, 15 à 29 ans = 18,6 %, 30 à 44 ans = 20,2 %, 45 à 59 ans = 18,3 %, plus de 60 ans = 21,3 %).

| Hommes | Classe d’âge | Femmes |
| ------ | ------------ | ------ |
| 0,2    | 90 ans ou +  | 1,1    |
| 5,9    | 75 à 89 ans  | 9,4    |
| 10,2   | 60 à 74 ans  | 10,8   |
| 19,5   | 45 à 59 ans  | 18,3   |
| 20,9   | 30 à 44 ans  | 20,2   |
| 20,9   | 15 à 29 ans  | 18,6   |
| 22,4   | 0 à 14 ans   | 21,6   |

| Hommes | Classe d’âge | Femmes |
| ------ | ------------ | ------ |
| 0,4    | 90 ans ou +  | 1,1    |
| 6,3    | 75 à 89 ans  | 9,5    |
| 12,1   | 60 à 74 ans  | 13,1   |
| 20,0   | 45 à 59 ans  | 19,4   |
| 20,3   | 30 à 44 ans  | 19,3   |
| 20,2   | 15 à 29 ans  | 18,9   |
| 20,7   | 0 à 14 ans   | 18,7   |

### Culture
Le théâtre des Rêveries est un des rares théâtres à posséder un plateau tournant. Construit dans les années 1950, ce plateau permet d'accueillir jusqu'à trois décors, et il est un outil original pour la mise en scène de spectacles.
La troupe du Théâtre des Rêveries : depuis des années, la troupe référente du Théâtre des Rêveries, encadrée par des professionnels du spectacle, présente régulièrement des spectacles de théâtre. Pour la première fois en juillet 2012, l'association du Musée des métiers et la troupe du Théâtre des Rêveries s'associent pour présenter un spectacle en plein air.

## Économie
Sur 139 établissements présents sur la commune à fin 2010, 32 % relevaient du secteur de l'agriculture (pour une moyenne de 17 % sur le département), 6 % du secteur de l'industrie, 14 % du secteur de la construction, 43 % de celui du commerce et des services et 6 % du secteur de l'administration et de la santé.
On y trouve notamment l'entreprise Ateliers Perrault Frères.

## Lieux et monuments

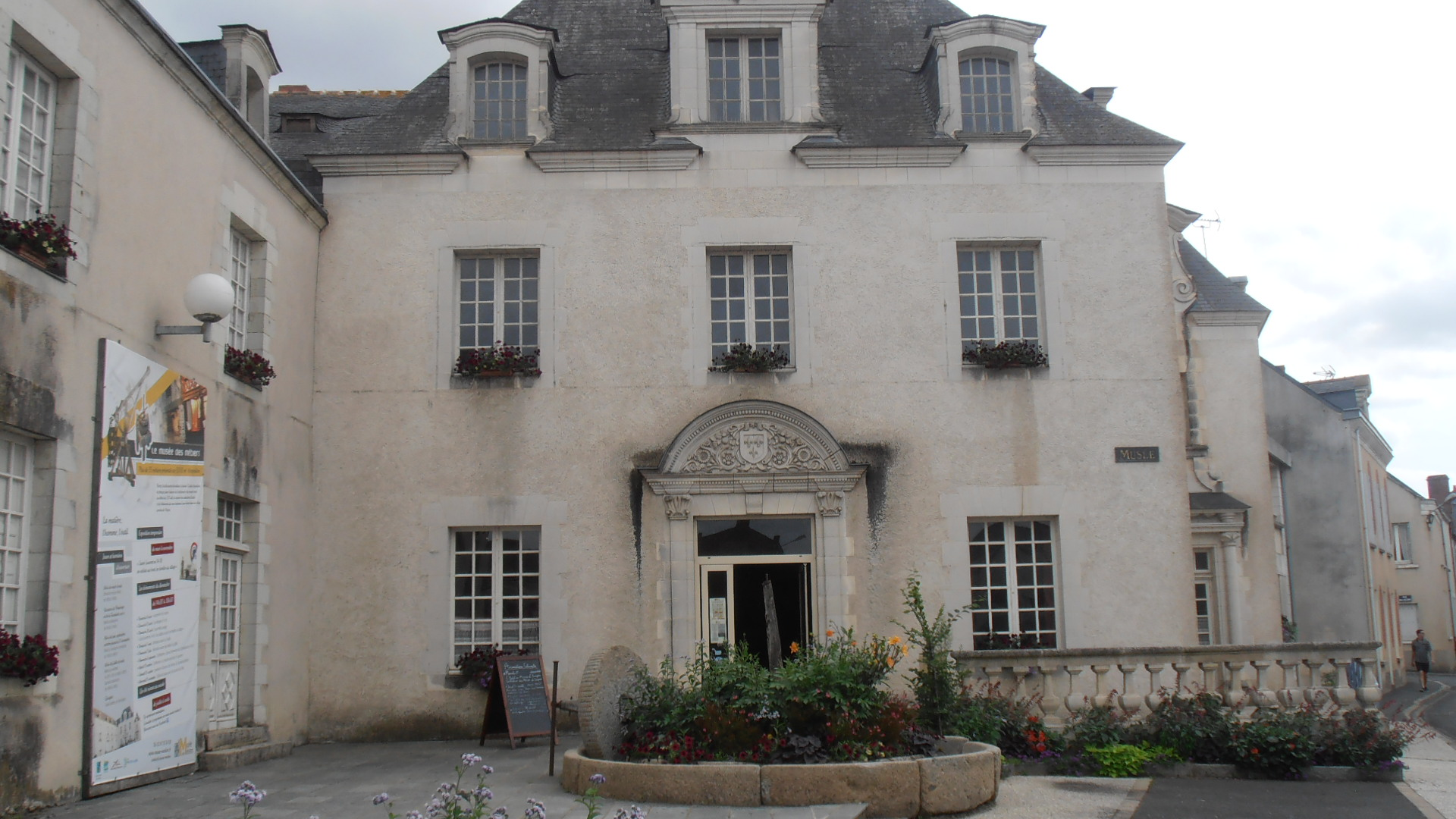
Le musée des métiers.

- Musée des métiers regroupant les plus vieux métiers de France tels le boulanger, le maître d'école.
- La chapelle Notre-Dame-de-Charité (vitraux d'Abel Pineau).
- Plusieurs châteaux sont présents sur la commune : le château du Pineau, le château du Plessis-Beuvereau et le château du Plessis-Raimont.

## Personnalités liées à la commune
- Raphaële Garreau de Labarre, native de la commune et organiste à l'église Saint-Maximin de Thionville[19].